# محوطه کلک مادر زلیخا
محوطه کلک مادر زلیخا مربوط به دوره اشکانیان - دوره ساسانیان - سده‌های اولیه دوران‌های تاریخی پس از اسلام است و در شهرستان دره‌شهر، بخش مرکزی، دهستان زرین دشت، ۵۰۰ متری شمال روستای فرهادآباد واقع شده و این اثر در تاریخ ۲۶ اسفند ۱۳۸۶ با شمارهٔ ثبت ۲۲۱۵۵ به‌عنوان یکی از آثار ملی ایران به ثبت رسیده است.